# A Rumor of Angels
A Rumor of Angels es una película estadounidense de 2000 que se adentra en la pérdida de seres queridos a través de las vivencias de un preadolescente y una anciana. Está ambientada a finales del siglo XX. Basada en una novela de Grace Duffie Boylan que cuenta la historia de cómo una madre aprende de su hijo fallecido en la II Guerra Mundial, introduce diversos recursos cinematográficos que la convierten en una historia distinta, aunque el mensaje de fondo sigue siendo el mismo.

## Argumento
James es un joven de 12 años que perdió a su madre en un accidente de coche. Vive con su tío Charly y la nueva mujer de su padre, Mary. Su padre apenas para en casa, debido al trabajo.
A pesar de que todo parece transcurrir con cierta normalidad, James no puede comunicar lo que siente, pues las personas que lo rodean parecen saber bien lo que necesita pero no le escuchan. Quizá su tío sea una excepción en este punto. James se ha acostumbrado a vivir reprimiendo un trauma al que, aunque todos creen superado, él es incapaz de enfrentarse. Sencillamente, es un niño.
Un día, movido por los rumores que se ciernen sobre cierta vecina anciana (que es bruja, que habla con los espíritus y cosas por el estilo), decide acercarse a su casa para espiar. El recibimiento no es bueno. Maddy -que así se llama la buena mujer- le dispara con una escopeta, y James rompe la valla en su despavorida huida. 
Al día siguiente, Maddy se presenta en casa de James y habla con él y su tío. Quiere que el chico arregle el desperfecto. Muy a su pesar, y obligado por Charly, James acude a casa de Maddy. Ella se mantiene distante y rigurosa. Pero poco a poco irá surgiendo entre ellos una relación especial.
Maddy ayudará a James a enfrentarse a sus miedos, a sus triunfos y a sus errores. En la medida en que el chico consiga hacer esto, su propia familia será capaz de asumir aquello de lo que nunca quisieron hablar.

## Reparto
| Actor               | Personaje        |
| ------------------- | ---------------- |
| Vanessa Redgrave    | Maddy Bennett    |
| Ray Liotta          | Nathan Neubauer  |
| Catherine McCormack | Mary Neubauer    |
| Trevor Morgan       | James Neubauer   |
| Michelle Grace      | Lillian Neubauer |
| Ron Livingston      | Uncle Charlie    |
| George Coe          | Dr Sam Jenkins   |